# The Last O.G.
The Last O.G. es una serie de televisión estadounidense de comedia creada por Jordan Peele y John Carcieri y protagonizada por Tracy Morgan, Tiffany Haddish, Allen Maldonado, Ryan Gaul, Taylor Christian Mosby, Dante Hoagland, y Cedric the Entertainer. La serie se estrenó el 31 de marzo de 2018 en TBS. El 23 de abril de 2018, se anunció que la serie se había renovado para una segunda temporada.

## Sinopsis
Tray es un exconvicto que sale de prisión por buena conducta después de cumplir quince años. Regresa a su antiguo vecindario de Brooklyn para descubrir que se ha  aburguesado. Su exnovia, Shay, ahora está casada con un hombre blanco llamado Josh y está criando a sus hijos mellizos Amira y Shazad. Tray decide convertirse en un mejor hombre y padre con la ayuda del dueño de un centro de reinserción, Mullins, y su primo Bobby.

## Elenco y personajes

### Principales
- Tracy Morgan como Tray Barker
- Tiffany Haddish como Shannon "Shay"
- Allen Maldonado como Bobby
  - Maldonado también interpreta a Clyde, el hermano mayor fallecido de Bobby.
- Ryan Gaul como Josh
- Taylor Christian Mosby como Amira
- Dante Hoagland como Shazad
- Cedric the Entertainer como Miniard Mullins

### Recurrentes
- Joel Marsh Garland como Hombretón
- Gino Vento como Gustavo
- Derek Gaines como Jaybird
- Daniel J. Watts como Felony
- Dimitri Joseph Moise como Mostel Defferies
- Malik Yoba como Wavy
- Edi Patterson como Elizabeth
- Miles G. Jackson como Benjamin
- Natalie Carter como Ruth
- Byrne Davis, Jr. como Billy C.
- Randy Gambill como Jason

### Invitados
- Jon J. Masters como el Sr. Washington
- Judith Roberts como la Sra. Washington
- Chrissy Metz como Pooh Cat

## Episodios
| N.º (serie) | Título                                                               | Director      | Guionista(s)                      | Emisión original    | Emisión en Latinoamérica | Emisión en España        | Audiencia (en millones) |
| ----------- | -------------------------------------------------------------------- | ------------- | --------------------------------- | ------------------- | ------------------------ | ------------------------ | ----------------------- |
| 1           | «Pilot» «Piloto (LA/ES)»                                             | Jorma Taccone | John Carcieri & Jordan Peele      | 31 de marzo de 2018 | 31 de mayo de 2018       | 19 de septiembre de 2018 | 1.87                    |
| 2           | «Bobo Beans» «Apruebálas (LA) Granos de marca blanca (ES)»           | Chioke Nassor | Jeff Stilson                      | 10 de abril de 2018 | 31 de mayo de 2018       | 19 de septiembre de 2018 | 1.52                    |
| 3           | «Truth Safari» «Safari de la verdad (LA) El Tour sincero (ES)»       | Chioke Nassor | Alex Rubens                       | 17 de abril de 2018 | 7 de junio de 2018       | 26 de septiembre de 2018 | 1.12                    |
| 4           | «Swipe Right» «Desliza a la derecha (ES)»                            | John Lee      | Diallo Riddle & Bashir Salahuddin | 24 de abril de 2018 | 7 de junio de 2018       | 26 de septiembre de 2018 | 1.16                    |
| 5           | «Repass» «Funeral (LA) El funeral (ES)»                              | Chioke Nassor | Diarra Kilpatrick                 | 1 de mayo de 2018   | 14 de junio de 2018      | 3 de octubre de 2018     | 1.05                    |
| 6           | «Tray-ning Day» «En-Trey-namiento (LA) Día de en-tray-namiento (ES)» | TBA           | TBA                               | 8 de mayo de 2018   | 14 de junio de 2018      | 3 de octubre de 2018     | 1.15                    |
| 7           | «Lemon Drops» «Pastilla de limón (LA)»                               | TBA           | TBA                               | 15 de mayo de 2018  | 21 de junio de 2018      | 10 de octubre de 2018    | 1.01                    |
| 8           | «That Backslide»                                                     | TBA           | TBA                               | 22 de mayo de 2018  | 21 de junio de 2018      | 10 de octubre de 2018    | 1.04                    |
| 9           | «Paid in Full» «Pago de contado (LA)»                                | TBA           | TBA                               | 29 de mayo de 2018  | 28 de junio de 2018      | 17 de octubre de 2018    | 1.17                    |
| 10          | «Clemenza»                                                           | TBA           | TBA                               | 5 de junio de 2018  | 28 de junio de 2018      | 17 de octubre de 2018    | 1.16                    |

## Producción

### Desarrollo
El 16 de enero de 2016, se anunció que FX había dado a la producción la orden del piloto, escrito por Jordan Peele y John Carcieri.
El 17 de octubre de 2016, se anunció que la serie se estaba moviendo de FX a TBS y que se aceptó el piloto para que se produjese la serie para una primera temporada que consta de diez episodios. El mes anterior, FX decidió no continuar con la producción y sus productores comenzaron a comprarla. Varias redes mostraron interés pero finalmente se redujo a TBS y Comedy Central, con el guion piloto siendo reescrito.
El 17 de mayo de 2017, se anunció que la serie se había titulado The Last O.G. El 27 de julio de 2017, se anunció que la serie se estrenaría el 24 de octubre de 2017 con dos episodios. Sin embargo, el 11 de enero de 2018, se anunció que la serie se estrenaría el 3 de abril de 2018. El estreno se retrasó después de la salida del cocreador y showrunner de la serie, John Carcieri, quien se fue después de que la producción de la primera temporada había terminado. Fue reemplazado por Saladin K. Patterson.
El 23 de abril de 2018, se anunció que la serie se había renovado para una segunda temporada.

### Casting
Junto con el anuncio piloto inicial, se confirmó que Tracy Morgan protagonizaría la serie. El 15 de marzo de 2017, se anunció que Allen Maldonado como un personaje principal. El 13 de abril de 2017, se informó que Ryan Gaul se unía al elenco principal. En mayo de 2017, se anunció que Tiffany Haddish, Cedric the Entertainer, Taylor Mosby, y Dante Hoagland se unirían a la serie como personajes principales.

### Marketing
El 16 de febrero de 2018, TBS lanzó el primer tráiler de la serie.

## Lanzamiento
El 12 de marzo de 2018, la serie tuvo su estreno mundial en el South by Southwest Film Festival en Austin, Texas en el Paramount Theatre. Después de la proyección, el periodista Ramin Setoodeh gestionó una sesión de preguntas y respuestas con Jorma Taccone, Tracy Morgan y Tiffany Haddish.

## Recepción

### Respuesta crítica
The Last O.G. ha recibido con una respuesta positiva de los críticos desde su estreno. En Rotten Tomatoes, la serie tiene una calificación de aprobación del 81% con una calificación promedio de 7.17 de 10 basado en 21 reseñas. El consenso crítico del sitio web dice, «A pesar de la irregularidad de la escritura, The Last O.G. tiene éxito gracias a la fuerza de la actuación inspirada de Tracy Morgan y los instintos cómicos de Tiffany Haddish». Metacritic, que usa un promedio ponderado, asignó a la serie una puntuación de 65 sobre 100 basada en 18 reseñas, lo que indica «reseñas generalmente favorables».

### Índices de audiencia
El 3 de abril de 2018, el estreno oficial de la serie atrajo a 1,8 millones de espectadores en total, con 882K en la demografía 18-49 en Live + el mismo día. Este fue el estreno más grande de comedia por cable desde 2016, el estreno de comedia por cable más grande desde 2015, y el debut original más fuerte de TBS. Además, más de 6.9 millones de televidentes en total se sintonizaron en el programa durante un lanzamiento de tres noches y cinco transmisiones por televisión en TBS y TNT luego de la Final Four de baloncesto masculino de la NCAA.

### Reconocimientos
| Año  | Premiación        | Categoría                              | Nominado(s)                  | Resultado | Refs.  |
| ---- | ----------------- | -------------------------------------- | ---------------------------- | --------- | ------ |
| 2018 | Black Reel Awards | Outstanding Actor in a Comedy Series   | Tracy Morgan                 | Nom       | [ 25 ] |
| 2018 | Black Reel Awards | Outstanding Actress in a Comedy Series | Tiffany Haddish              | Nom       | [ 25 ] |
| 2018 | Black Reel Awards | Outstanding Writing in a Comedy Series | Jordan Peele & John Carcieri | Nom       | [ 25 ] |